# Isola Rowley
L'isola Rowley è un'isola del Canada.

## Geografia
L'isola è una delle molte dell'arcipelago artico canadese. Rowley si trova nel bacino di Foxe e appartiene amministrativamente alla regione di Qikiqtaaluk nel Nunavut. Con una superficie di 1.090 km² l'isola si colloca al 306º posto tra le isole più grandi del mondo.
Rowley è disabitata ma vi sono presenti una base Distant Early Warning Line chiamata FOX-1 e una stazione del Automated Surface Observing System. Il nome deriva dall'esploratore artico Graham Westbrook Rowley.